# Weihnachtskarte

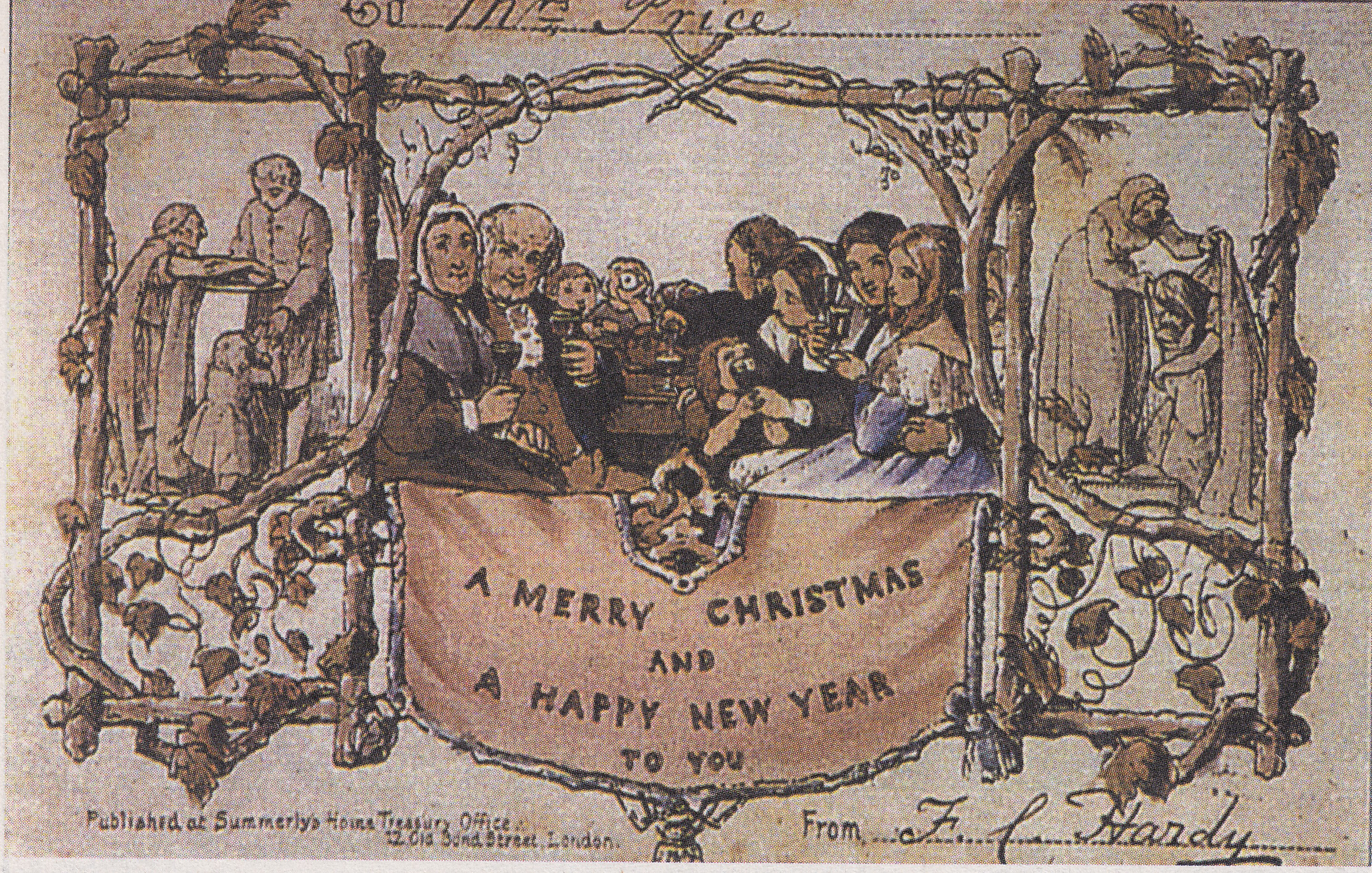
Erste Weihnachtskarte von 1843 beauftragt von Henry Cole

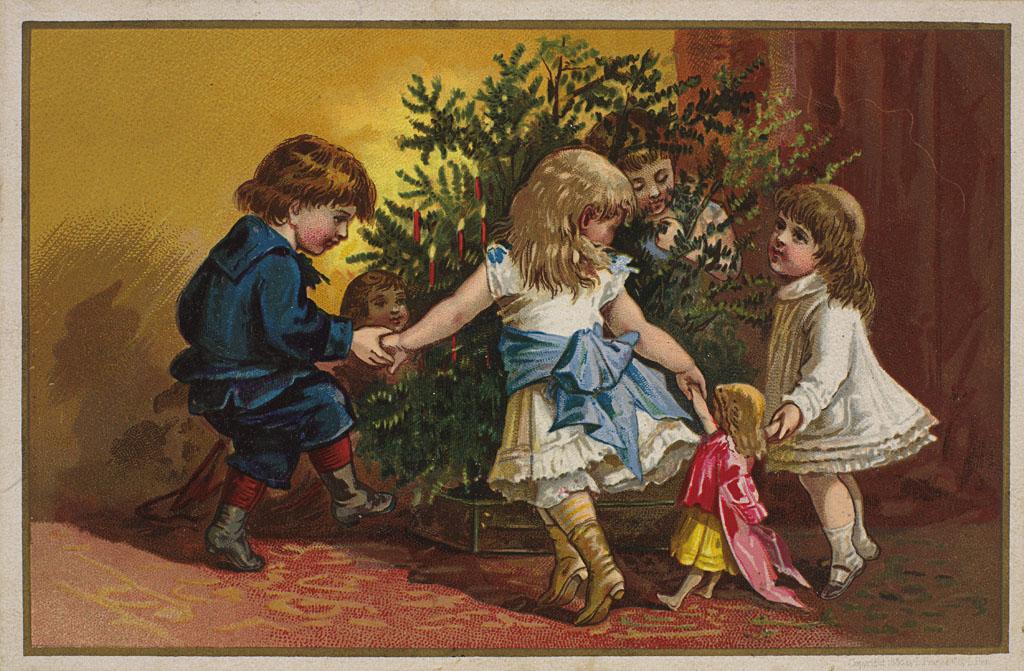
Weihnachtskarte

Die Weihnachtskarte ist eine Grußkarte mit Weihnachtsmotiven. Die Motive können religiöser Art sein wie der Stern von Betlehem, landschaftlicher Art wie verschneite Wälder oder humoristischer Art wie ein Weihnachtsmann auf seinem Schlitten und vieles mehr.

## Geschichte
In London beauftragte Sir Henry Cole im Dezember 1843 den Illustrator John Callcott Horsley, für ihn eine Weihnachtskarte mit dem Text Merry Christmas and a Happy New Year to You zu kreieren. Horsley ließ sich durch die Form eines Altarbildes inspirieren und komponierte das Bild eines Familienfestes in der Größe von 5,7 × 3,3 Zoll, umrahmt von Zweigen und Reben, die dem Betrachter Fröhlichkeit und Wohltätigkeit vermittelten. Sir Henry Cole, der eine eigene Lithographenanstalt besaß, druckte von diesem Motiv 1000 Karten in einer handkolorierten Auflage und verkaufte diese zu dem damals horrenden Preis von 1 Shilling pro Stück. Bei einer Auktion im November 2001 wurde eine dieser Karten zum Rekordpreis von 22.500 Pfund versteigert.
1840 wurde mit der ersten Briefmarke die Penny Post in Großbritannien eingeführt, was später das Versenden von Weihnachtskarten sehr populär machte.
In den USA wurden die ersten Weihnachtskarten 1874 durch Louis Prang in Boston gedruckt. Prang verbesserte den Farbdruck und benutzte bis zu zwanzig verschiedene Farben. Er führte andere Formate ein und organisierte Wettbewerbe für die künstlerische Gestaltung seiner Weihnachtskarten. Die hohe Qualität seiner Produkte und die gefühlvollen Texte auf der Innenseite machten ihn zu einem erfolgreichen Unternehmer. 1880 stellte er mehr als 5 Millionen Glückwunschkarten im Jahr her.
In Deutschland wurden zwar große Mengen von Weihnachtskarten für den Export produziert, aber bis zum Ersten Weltkrieg sendeten die Deutschen zu Weihnachten überwiegend sogenannte Wunschblätter. Das waren Briefbögen mit gedruckten Randornamenten und oft einem Bild, in die handschriftliche Grüße oder Gedichte eingesetzt wurden.
Um der Weihnachtskarte eine persönliche Note zu verleihen, greifen heutzutage auch viele selbst zum Stift und gestalten unter anderem mit Handlettering eine einzigartige Grußkarte. Dazu wird häufig auf eine Kombination von digitalen und analogen Schreibstilen sowie dem Einsatz von haptischen Effekten gesetzt.

## Weihnachtskarten im Geschäftsleben
Weihnachtskarten werden in Unternehmen auch zur Kundenbindung und zum Networking verwendet. LAB & Company hat dazu in einer Studie 531 deutsche Führungskräfte befragt. 86 % der Befragten sagten, dass sie sich über die Weihnachtskarten freuen. Vor allem handgeschriebene Karten sind beliebt. Nur 15 % der Befragten haben selbst keine einzige geschäftliche Weihnachtskarte verschickt.

## International
Internationale Weihnachtswünsche:
- Albanisch: Gëzuar Krishtlindjet dhe Vitin e Ri
- Afrikaans: Geseende Kerfees en 'n gelukkige nuwe jaar
- Baskisch: Gabon Zoriontsuak eta urte berri on
- Chinesisch: 圣诞快乐，恭贺新禧
- Dänisch: God jul og godt nytår
- Deutsch: Fröhliche Weihnachten und ein glückliches neues Jahr
- Englisch: Merry Christmas and a happy New Year
- Esperanto: Gajan kristnaskon kaj feliĉan novan jaron
- Estnisch: Häid jõule ja head uut aastat
- Finnisch: Hyvää Joulua ja Onnellista Uutta Vuotta
- Französisch: Joyeux Noël et Bonne Année
- Italienisch: Buon Natale e Felice Anno Nuovo
- Kroatisch Sretan Bozic i sretna nova godina
- Neugriechisch (Ελληνικά): Καλά Χριστούγεννα και ευτυχισμένος ο Καινούριος Χρόνος
- Niederländisch: Prettige kerstdagen en een gelukkig nieuwjaar
- Polnisch: Wesołych Świąt i Szczęsliwego Nowego Roku
- Portugiesisch: Boas Festas e um feliz Ano novo
- Portugiesisch Brasilianisch: Feliz Natal e um feliz Ano Novo
- Rumänisch: Craciun Fericit si un An Nou Fericit
- Russisch: С Новым Годом и Рождеством! (Ein gutes neues Jahr und frohe Weihnachten! In Russland kommt zuerst das Neujahr (31.12-01.01) und dann Weihnachten (06.01-07.01))
- Schwedisch: God Jul och Gott Nytt År
- Spanisch: Feliz Navidad y Próspero Año Nuevo
- Tschechisch: Veselé Vánoce a Šťastný Nový rok
- Türkisch: Noeliniz ve yeni yiliniz kutlu olsun.
- Ungarisch: Kellemes karácsonyi ünnepeket és boldog új évet
- Vietnamesisch: Chúc mừng Giáng Sinh